# Menathais intermedia
Menathais intermedia is een slakkensoort uit de familie van de Muricidae. De wetenschappelijke naam van de soort is voor het eerst geldig gepubliceerd in 1836 door Kiener.